# Kristian Arentzen
Kristian Arentzen (* 10. November 1823 in Kopenhagen; † 30. Dezember 1899) war ein dänischer Dichter und Literaturhistoriker.

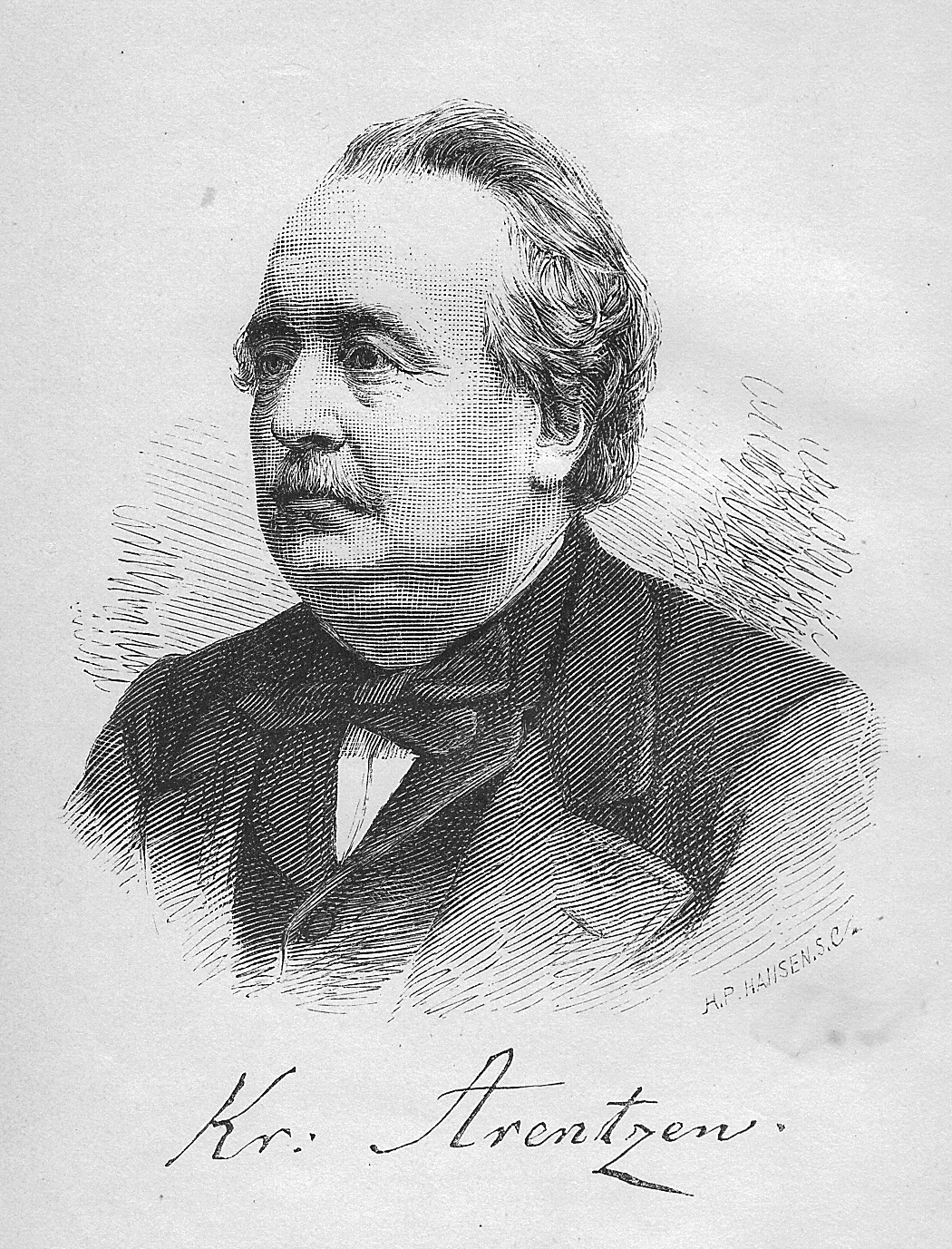
Kr. Arentzen (1886)

## Leben
Arentzen legte im Alter von über 30 Jahren das Magisterexamen in Philosophie ab, bereiste Island und Italien und war dann einige Zeit Lehrer an der Metropolitanschule.
Seit 1872 lebte er mit Staatsunterstützung ganz seinen literarischen Arbeiten. Seine dramatischen Arbeiten Gunløg Ormetunge (1852) und Knud den Hellige (1855) sind offenbar von Adam Gottlob Oehlenschläger beeinflusst.
Seine Gedichte  Ein Lebensstadium (Et Livsstadium),  Sammlung von Gedichten (Digtsamling) und die Neue Sammlung von Gedichten (Ny Digtsagmling) haben ein stark idealistisches Gepräge. Als Arentzens Stärke wurde die Gedankenpoesie angesehen; das Hauptgewicht seiner literarischen Tätigkeit fiel jedoch auf die literaturgeschichtlichen Arbeiten, zu denen das achtbändige Werk Baggesen og Oehlenschläger: literaturhistorisk studie (1870–78) gehört, in dem zum ersten Mal die dänische Literatur zu Beginn des 19. Jahrhunderts nach sorgfältigen Quellenstudien ausführlich dargestellt wurde. Außerdem schrieb Arentzen zum hundertsten Geburtstag des Dichters die Biographie Adam Oehlenschläger: literaturhistorisk Livsbillede (1879) und Nordisk Mythologi (4. Aufl. 1881).